# Foa (Distrikt)
Foa  ist einer der sechs Distrikte der Division Haʻapai im Königreich Tonga im Pazifik.

## Geographie
Der Distrikt umfasst den größten Teil der gleichnamigen Insel. Nach Norden schließt sich mit der nächsten Insel der Distrikt Haʻano an. Im Süden beginnt am Südende der Insel der Distrikt Lifuka (Pangai).

## Bevölkerung
Der Distrikt umfasst die folgenden Ortschaften der Insel:
| Dorf           | Einwohner (2021) |
| -------------- | ---------------- |
| Fangaleʻounga  | 158              |
| Fotua          | 235              |
| Lotofoa        | 411              |
| Faleloa        | 309              |
| Haʻafakahenga  | 120              |
| Haʻateiho Siʻi | 107              |